# Крикливецька сільська рада
| Крикливецька сільська рада — орган місцевого самоврядування у Крижопільському районі Вінницької області з адміністративним центром у с. Крикливець. Сільській раді підпорядковані населені пункти: - с. Крикливець - с. Іллівка |

## Склад ради
Рада складається з 16 депутатів та голови.

## Керівний склад сільської ради
| ПІБ                        | Основні відомості                                                                                   | Дата обрання          | Дата звільнення |
| -------------------------- | --------------------------------------------------------------------------------------------------- | --------------------- | --------------- |
| Смішний Олексій Васильович | Сільський голова, 1970 року народження, освіта вища (Вінницький національний аграрний університет ) | 26.03.2006 25.10.2015 | 31.10.2010      |
| Реплянчук Іван Васильович  | Сільський голова, 1959 року народження, освіта середня спеціальна, член Партії регіонів             | 31.10.2010            | 25.10.2015      |

Примітка: таблиця складена за даними джерела